# Cervejaria Backer
A Cervejaria Backer é uma empresa brasileira dedicada à produção de bebidas alcoólicas, entre as quais cervejas e bebidas destiladas. 
A mesma ganhou reputação negativa no Brasil em janeiro de 2020, quando pessoas faleceram e foram internadas em estado grave após consumirem cervejas da marca, especialmente com os rótulos Belorizontina e Capixaba. Investigações posteriores indicaram que vários lotes de outros tipos de cervejas da marca estavam contaminados com monoetilenoglicol (MEG) e dietilenoglicol (DEG), duas substâncias extremamente tóxicas, que provocam danos ao sistema nervoso e aos rins. 
Sobre este incidente, em seu relatório final em 04 de agosto de 2020, o Ministério da Agricultura, Pecuária e Abastecimento (Mapa), escreveu: "o relatório confirma a ocorrência de contaminações desde janeiro de 2019, afastando a possibilidade deste ser um evento isolado no histórico de produção da cervejaria. (...) As apurações fiscais indicaram que a cervejaria Backer adotou práticas irresponsáveis ao utilizar líquidos refrigerantes tóxicos de forma deliberada em seu estabelecimento. (...) As contaminações por MEG e DEG não estão restritas a lotes que passaram pelo tanque JB 10, ocorrendo também em cervejas elaboradas anteriormente à instalação deste tanque na cervejaria". 

## História
Situada no bairro Olhos D’água, na Região Oeste de Belo Horizonte, foi fundada em 1999 e está registrada em cartório como a primeira cerveja artesanal de Minas Gerais. É uma empresa familiar que nasceu da iniciativa dos irmãos Halim e Munir Lebbos para suprir uma grande demanda de cervejas especiais no Brasil. "Uma das cervejarias artesanais mais promissoras do País", escreveu a revista Isto É em 16 de janeiro de 2020, que adicionou que quando ela foi fundada, "o mercado dominado por grandes companhias observava o surgimento de uma demanda por cervejas especiais".
A cerveja mais vendida, a Belorizontina, foi criada em dezembro de 2017 para homenagear os 120 anos da capital mineira. "Virou o carro-chefe entre os 21 rótulos da Backer por agradar ao paladar dos brasileiros", escreveu a Isto É também, acrescentando que, dos 70 tanques da fábrica da Backer, 20 haviam sido adquiridos entre 2018 e 2019. 

## Contaminação com dietilenoglicol
Entre os dias 27 de dezembro de 2019 e 05 de janeiro de 2020, após a entrada em hospitais de 8 pessoas com sintomas de intoxicação, começaram a circular, nas redes sociais, as primeiras informações sobre o assunto. "Uma doença misteriosa, que assombra o estado", escreveu o Correio Braziliense no dia 08 de janeiro. Já o Centro de Informações Estratégicas em Vigilância em Saúde (Cievs-Minas) havia recebido a primeira notificação no dia 30 de dezembro, conforme nota oficial. "Diversas hipóteses sobre a provável origem dos casos de  síndrome nefroneural estão circulando pelas redes sociais. A SES-MG esclarece, no entanto, que nenhuma dessas foi comprovada pelas investigações", dizia a nota.  
Na segunda-feira, dia 06, o Cievs anunciou em nota a internação de ao menos sete pacientes em Minas Gerais e uma força-tarefa foi montada. Os sintomas apresentados pelas pessoas internadas eram: dor abdominal, náuseas, vômitos, insuficiência renal aguda de rápida evolução (até 72 horas) e alterações neurológicas centrais e periféricas.
Foi após a morte do primeiro paciente, Paschoal Dermatini Filho, em 07 de janeiro, que a filha deste, Camila, que é farmacêutica, começou a investigar o assunto. Ela entrou em contato com os familiares de pessoas internadas com sintomas parecidos ao da doença do pai e chegou à possível substância tóxica: dietilenoglicol (DEG). Em 19 de janeiro de 2020, Camila falou ao Fantástico da Globo: "pesquisando esses casos clínicos é que a gente achou que o que tinha causado essa sintomatologia neles era o monoetilenoglicol”. Segundo o Fantástico também, um dos médicos disse: "o que ajudou muito o nosso trabalho foi a investigação epidemiológica feita pelas famílias, que chegaram e foram enfáticas em falar que todos usaram a mesma cerveja”. O programa também enfatizou: "quando a Camila foi à delegacia pela primeira vez, já trouxe as informações que tinha apurado. E isso acabou sendo fundamental: foi o ponto de partida da investigação". 
As primeiras investigações feitas pela Polícia Civil do Estado de Minas Gerais apontaram que todas as pessoas intoxicadas haviam passado as festividades na região do bairro Buritis, em Belo Horizonte, e, aparentemente, consumido a cerveja Belorizontina, produzida pela Backer. No dia 09, a Polícia visitou a cervejaria e, horas depois, numa coletiva de imprensa, anunciou a presença da substância tóxica DEG em duas amostras da cerveja Belorizontina. A empresa foi interditada e as vendas foram suspensas no dia 10.
No dia 15, o Ministério da Agricultura, Pecuária e Abastecimento (Mapa) anunciou que o MEG havia sido encontrado na água usada na fabricação da cerveja, sendo que dias antes a Polícia Civil havia encontrado a substância também em um dos tanques de fermentação. Ao mesmo tempo, a Backer apresentava à Justiça um vídeo com um suposto indício de sabotagem nos barris de MEG, substância usada em serpentinas de resfriamento da cervejaria.
No dia 16, a Polícia Civil fez busca e apreensão na distribuidora Imperquímica, que fornecia o MEG para a Backer. A Imperquímica foi fechada pela vigilância sanitária de Contagem no dia 17, por não ter alvará para comercializar o MEG fracionado.
O último boletim de investigação dos casos de intoxicação exógena por MEG emitido pela Secretaria da Saúde de MG em 07 de fevereiro, anunciava que havia 31 casos suspeitos de intoxicação por MEG, que quatro (04) casos haviam sido confirmados e que seis (06) casos haviam evoluído para óbito. 
No dia 20 de fevereiro, o Ministério da Agricultura corrigiu o número de lotes contaminados para 53, incluindo os rótulos Backer D2, Backer Pilsen, Backer Trigo, Belorizontina, Brown, Capitão Senra, Capixaba, Corleone, Fargo 46 e Pele Vermelha, mas houve suspeitas de que poderia haver cerca de 82 lotes contaminados.  
Em 04 de agosto de 2020, o Mapa divulgou seu relatório final, escrevendo que "o relatório confirma a ocorrência de contaminações desde janeiro de 2019, afastando a possibilidade deste ser um evento isolado no histórico de produção da cervejaria. (...) As apurações fiscais indicaram que a cervejaria Backer adotou práticas irresponsáveis ao utilizar líquidos refrigerantes tóxicos de forma deliberada em seu estabelecimento". 

### As investigações
Em 12 de janeiro de 2020, O Globo escreveu que a Polícia não descartava nenhuma possibilidade, inclusive a de sabotagem. Já a revista Isto É escreveu no dia 17 de janeiro que "a mineira Backer, uma das principais protagonistas da ascensão das cervejas especiais do País, está no centro de uma investigação policial deflagrada pela morte e contaminação de consumidores – em uma trama que levanta suspeitas sobre funcionários e concorrentes".
Segundo a Isto É também, no Ministério da Agricultura as principais linhas de investigação eram o vazamento do tanque, a utilização incorreta do DEG e mesmo a sabotagem, enquanto o delegado Flávio Grossi teria dito: "acreditamos que houve crime, por isso instauramos um inquérito policial”.
Técnicos em Química falaram para a imprensa que o MEG pode se transformar em DEG a partir de uma reação química. "Uma das suspeitas é que tenha havido um vazamento do  MEG. Ao entrar em contato com o ambiente ácido da cerveja, a substância pode ter se transformado em DEG", escreveu o UOL Notícias em 16 de janeiro.
No dia 21, a imprensa reportou uma "guerra de laudos", já que um especialista contratado pela Backer havia indicado resultados diferentes do laudo feito pelo Mapa. No entanto, a cervejaria anunciou que o laudo privado servia apenas para ajudar a esclarecer a situação e também admitiu pela primeira vez a "possível contaminação eventual", segundo o jornal Estado de Minas Gerais.
Cerca de três meses depois do início das investigações, a Polícia anunciou no dia 08 de abril numa coletiva de imprensa que a "sabotagem" havia sido descartada. Segundo o delegado Flávio Grossi, “a Backer não comprava DEG, mas o usava dentro da empresa", o que configurava uma situação de negligencia por parte da empresa. Até este dia, 66 pessoas, entre elas vítimas, testemunhas e investigados já haviam sido ouvidos para apuração do caso. 

### O término do inquérito
O inquérito foi finalizado em meados de junho, quando foi enviado ao Ministério Público, e segundo o delegado responsável pelo caso durante as investigações se apurou que:  
- a Backer realmente não comprava DEG, mas sim o MEG. No entanto, este era alterado por um fornecedor, que entregava o produto adulterado para a Backer;
- este fato, no entanto, não mudava o caso, já que o MEG teria provocado os mesmos danos à saúde dos consumidores; 
- um pequeno furo, de cerca de 2mm, causou o vazamento da substância tóxica para um dos tanque, o tanque JB10;
- sete pessoas foram responsabilizados por crime culposo, sem intenção de matar, por crime de "negligência e imperícia técnica", e outras quatro por outros crimes; 
- os donos da Backer não responderiam por homicídio culposo, pois segundo o delegado, "não tinham conhecimentos técnicos para evitar o vazamento". 

### Posição da empresa
Inicialmente, a Backer havia classificado as mensagens nas redes sociais como “mentira”, mas, após o primeiro laudo pericial, informou que os lotes L1 1348 e L2 1348 da cerveja com o rótulo Belorizontina seriam recolhidos e que não deveriam ser consumidos.
No dia 10, a empresa foi interditada e num acordo com o Ministério Público de Minas Gerais e o Procon estadual, a venda de todas as cervejas foi suspensa.
Dias depois, a Backer apresentou à Justiça um vídeo com um suposto indício de sabotagem nos barris de MEG, substância usada em serpentinas de resfriamento da cervejaria.
A Backer negou que usasse o DEG no processo de fabricação e a diretora da empresa anunciou que não sabia o que estava acontecendo, mas que ninguém deveria consumir as cervejas da marca.
No website, a empresa postou um comunicado oficial: "Nesse momento, a Backer mantém o foco nos pacientes e em seus familiares. A empresa prestará o suporte necessário, mesmo antes de qualquer conclusão sobre o episódio. Desde já se coloca à disposição para o que eles precisarem. A cervejaria informa que continua colaborando, sem restrições, com as investigações. A empresa segue apurando internamente o que poderia ter ocorrido com os lotes de cerveja apontados pela Polícia. A Backer adianta que, na semana passada, solicitou uma perícia independente e aguarda os resultados. Reitera que, em seu processo produtivo, utiliza, exclusivamente, o agente monoetilenoglicol."
No dia 21 de janeiro, a cervejaria, com base na "perícia independente", chegou a contestar o laudo do Mapa, mas admitiu pela primeira vez uma "possível contaminação eventual", segundo o jornal Estado de Minas Gerais.

### Relatório final do Mapa
O relatório final do Ministério da Agricultura, Pecuária e Abastecimento (Mapa), emitido no dia 04 de agosto de 2020, contradisse algumas informações, demonstrando por exemplo: 1) que as contaminações começaram muito antes, já em janeiro de 2019; 2) que a contaminação não esteve restrita a apenas um só tanque, o JB 10. O Mapa escreveu: "o relatório confirma a ocorrência de contaminações desde janeiro de 2019, afastando a possibilidade deste ser um evento isolado no histórico de produção da cervejaria. (...) As apurações fiscais indicaram que a cervejaria Backer adotou práticas irresponsáveis ao utilizar líquidos refrigerantes tóxicos de forma deliberada em seu estabelecimento, utilizando-os em detrimento de alternativas atóxicas, como propilenoglicol e álcool etílico potável. As contaminações por MEG e DEG não estão restritas a lotes que passaram pelo tanque JB 10, ocorrendo também em cervejas elaboradas anteriormente à instalação deste tanque na cervejaria. A empresa também possui diversas falhas e lacunas em seus sistemas de controle e gestão internos, apresentando informações incompletas nos relatórios de produção e controles de rastreabilidade ineficientes. 

## Vítimas
Inicialmente, a contaminação de 42 pessoas, incluindo nove mortes, foi investigada, mas o inquérito concluiu que houve 29 vítimas. Os casos de outras 30 pessoas continuavam em análise no final do inquérito.   
Dez 10 pessoas morreram devido à contaminação (abaixo faltam os dados de uma das vítimas fatais). 

### Mortes confirmadas
1. Mulher de 60 anos que não teve a identidade revelada. Falecida em 28 de dezembro na cidade de Pompéu, com a morte notificada pela SES-MG no dia 16 de janeiro;
2. Paschoal Dermatini Filho, de 55 anos. Ele estava internado em Juiz de Fora e morreu em 7 de janeiro. A morte por síndrome nefroneural causada por DEG foi confirmada pela SES-MG; [11]
3. Antônio Márcio Quintão de Freitas, de 76 anos. Morreu no Hospital Mater Dei, em Belo Horizonte, em 15 de janeiro; [24]
4. Homem de 89 anos que não teve a identidade revelada. Morte confirmada pela SES em 16 de janeiro;
5. Homem que não teve a identidade revelada. Falecido em 01 de fevereiro. Morte confirmada pela SES-MG em seu relatório final, em 07 de fevereiro;
6. João Roberto Borges, de 74 anos. Estava internado no Hospital Madre Teresa e era juiz titular da 28ª Vara do Trabalho de Belo Horizonte. Morreu em 03 de fevereiro;
7. Ronaldo Vitor Santos, de 49 anos. Morreu num hospital particular no bairro Barreiro, em Belo Horizonte, em 07 de março;
8. José Osvaldo de Faria, de 66 anos. Morreu após passar 500 dias internado no Hospital Madre Teresa, em Belo Horizonte, no dia 15 de julho de 2020; [25]
9. Marco Aurélio Gonçalves Cotta, de 65 anos. Morreu após 6 meses de internação e um coma de 40 dias, no dia 18 de julho de 2020. [23]

### Recuperados
- Luís Felipe Teles Ribeiro, de 38, marido de Camilla, que começou as investigações após o falecimento do pai, Paschoal Dermatini Filho. Em janeiro de 2021 ele revelou que havia ficado totalmente surdo; [26] [27]
- Cristiano Mauro Assis Gomes, de 47, teve alta no dia 06 de março. Inicialmente ficou com paralisia facial e teve que fazer hemodiálise três vezes por semana, mas precisou de um transplante de rim posteriormente. Professor de psicologia da Universidade Federal de Minas Gerais, após ter alta ele disse: "quero justiça"; [28] [29]
- Luciano Guilherme de Barros, de 57 anos. O bancário ficou internado por 180 dias, 90 deles no CTI, e teve três infecções e síndrome respiratória aguda grave; [26]
- Érico Lucke: teve alta dem 15 de junho após passar 175 dias internado e 82 na UTI. O engenheiro teve paralisia facial, dificuldade na fala, três paradas cardiorrespiratórias, perda neurológica, insuficiência respiratória e perda da força muscular e após deixar o hospital continuará o tratamento em casa; [30]

### Assistência às vítimas
No início de março, o Tribunal de Justiça de Minas Gerais reduziu de R$ 100 milhões para R$ 5 milhões o bloqueio de bens da empresa para o pagamento de indenização das vítimas. Segundo o desembargador Luciano Pinto, o pedido do Ministério Público “não apresenta qualquer fundamento ou sequer motivo para a ordem de bloqueio da vultosa quantia de R$ 100 milhões". O valor foi depois aumentado para 50 milhões. 
No final do inquérito, em meados de junho de 2020, apenas 200 mil já haviam sido depositados "em juízo", enquanto os sobreviventes relatavam que a empresa ainda não havia custeado qualquer tratamento, como fisioterapia e fonoaudiologia. "Fiquei sabendo do que aconteceu quando saí do CTI. Só três meses depois da internação que me contaram. Qual não foi a minha indignação na hora em que vi que a Backer fez isso com a gente e, o que é pior, não deu assistência nenhuma. Tomara que eles coloquem a mão na consciência e possam ajudar quem precisa. Todas as vítimas precisam. Uns mais, outros menos, mas todos precisam, porque já gastaram e ainda vão gastar muito dinheiro", disse Luciano de Barros em junho de 2020.  
Já a empresa se defendeu dizendo que seus bens estão bloqueados por ordem judicial e que caberá ao juiz decidir quem receberá uma indenização, após cada caso ser avaliado. 

## Julgamento e penas
No dia 15 de fevereiro de 2020, a Cervejaria Backer teve todos os bens bloqueados para fins de pagamento de despesas médicas e indenizações para as vítimas. Dias depois, a Justiça de Minas Gerais determinou também o bloqueio de todos os bens da Empreendimentos Khalil Ltda, cujos sócios eram os irmãos Munir Franco Khalil Lebbos e Hayan Franco Khalil Lebbos, proprietários da Backer. A ação se deu após os dois deixarem a sociedade da Khalil Ltda.  
O inquérito terminou em junho de 2020 com 11 indiciamentos: 
- Testemunha: responderá por extorsão e falso testemunho;
- Chefe da manutenção: responderá por homicídio culposo, lesão corporal culposa e contaminação de produto alimentício culposa;
- Seis responsáveis ligados diretamente à produção cervejeira: responderão por homicídio culposo, lesão corporal culposa e contaminação de produto alimentício dolosa;
- Três pessoas da gestão da empresa: responderão por ato pós-produção devido ao descumprimento de normas administrativas.
No dia 13 de julho, a Justiça determinou a quebra de sigilo bancário da Backer referente aos últimos 12 meses. A decisão partiu da 23ª Vara Cível de Belo Horizonte atendendo a um pedido do Ministério Público de MG, que acredita que os sócios da Backer podem estar ocultando patrimônio e fazendo a transferência de propriedades, uma vez que existe uma ação judicial contra eles. 

### Reações das vítimas
Após o final do inquérito, que levou ao indiciamento de onze (11) pessoas, a farmacêutica Camilla, que iniciou as investigações, disse que isto "não me traz paz, não. Sinceramente, isso me desacredita da humanidade um pouco. Mas me acalenta de certa forma, porque no começo, houve muita gente para defender e dizer que era impossível que uma empresa como a Backer pudesse fazer algo do tipo. E eu achava que o tempo se encarregaria de mostrar quem eles eram de verdade". Já o bancário Luciano reagiu dizendo que "todos deveriam ser presos". 

### Volta da produção
No dia 8 de abril de 2022, a Cervejaria Backer anunciou a volta da produção de cerveja após receber aprovação do Ministério de Agricultura, Pecuária e Abastecimento, da Prefeitura de Belo Horizonte, do Corpo de Bombeiros e da Secretaria Municipal de Meio Ambiente, que atestaram a segurança do processo produtivo.